# Zębiełek tajski
Zębiełek tajski (Crocidura hilliana) – gatunek owadożernego ssaka z rodziny ryjówkowatych (Soricidae). Występuje w północno-wschodniej i środkowej Tajlandii i Laosie. Takson opisany naukowo przez Paulinę Jenkins i Angelę Smith w 1995 roku pod obecną nazwą. Jako lokalizację holotypu (BM(NH)1994.90, czaszka z uszkodzoną puszką mózgową, lewa część żuchwy i szczęki z kompletnym uzębieniem znaleziona w wypluwce sowy) autorki wskazały północno-wschodnią Tajlandię, prowincję Loei, 48 km na południe od Loei, Ban Nong Hin, Wat Tham Maho Lan, 17°06'N, 101° 53'E, na wysokości 575 m n.p.m.. Gatunek ten jest nieco mniejszy od C. fuliginosa. Kariotyp wynosi 2n = 50, FN = 60 i jest podobny do kariotypu (2n = 50, FN = 66) C. attenuata z Tajlandii. Czerwonej księdze gatunków zagrożonych Międzynarodowej Unii Ochrony Przyrody i Jej Zasobów został zaliczony do kategorii DD (brak danych). Zagrożenia dla populacji tego gatunku nie są znane.